# Gweru
Gweru este un oraș din Zimbabwe. Este reședința provinciei Midlands.